# Ningbo Challenger 2011
Die Ningbo Challenger 2011 waren ein Tennisturnier der ATP Challenger Tour 2011 für Herren und ein Tennisturnier des ITF Women’s Circuit 2011 für Damen in Ningbo. Sie fanden gleichzeitig vom 12. bis 18. September 2011 statt.